# Cabuçu Borges
Luiz Gionilson Pinheiro Borges (Porto Velho, 6 de março de 1964), mais conhecido pelo nome artístico Cabuçu Borges, é um cantor, ator, humorista, dirigente do Carnaval, economista e político brasileiro  filiado ao Movimento Democrático Brasileiro (MDB). Também é presidente da escola de samba Embaixada de Samba Cidade de Macapá.
É investigado por abuso de poder econômico e uso indevido de meio de comunicação social nas eleições de 2014.
Cabuçu Borges é primo do ex-Senador Gilvam Borges.

## Biografia

### Humorista
Usando o apelido de Vardico, formou com o primo Pádua Borges, o Lurdico, a dupla humorística "Os Cabuçus". A dupla surgiu em 1992 e conquistou o público do Amapá com a irreverência de seus personagens, dois ribeirinhos nascidos na região Norte. Pádua morreu em 17 de Julho de 2014, vítima de um infarto na casa onde morava com a família, em Macapá.
Com início da vida artística no rádio, a dupla esteve no ar em emissoras do Pará e Amapá, gravaram um CD autoral, iniciaram um programa de TV em 2008 e, no ano seguinte, estrearam no teatro. Os Cabuçus lançaram também revistas em quadrinhos com histórias roteirizadas pela dupla. A publicação foi a primeira revista em quadrinhos de humor regional da Amazônia.

### Carreira política
Após ingressar na política, adotou para si o nome da dupla que formava com o primo, passando a ser chamado de Cabuçu Borges.
Estreou nas eleições de 2014, quando candidatou-se a Deputado Federal pelo PMDB. Foi eleito com 18079 votos, sendo o terceiro mais votado do Amapá.
Em 2018, não conseguiu ser reeleito após obter apenas 8.132 votos.

#### Denúncia
Cabuçu é investigado por abuso de poder econômico e uso indevido de meio de comunicação social, em ações propostas pelo Ministério Público Eleitoral. Pesam contra ele, assim como contra o governador eleito Waldez Góes, o vice Papaléo Paes e o ex-candidato ao Senado Gilvam Borges, primo do deputado, denúncias de uso indevido do Sistema Beija Flor de Comunicação, grupo administrado pela família Borges, formado por dois canais de televisão e 16 emissoras de rádio espalhadas por todo o Amapá. Segundo a denúncia, a empresa foi usada para promover os candidatos no pleito de 2014 e apoiar abertamente a candidatura de Gilvam Borges. Durante a campanha, as emissoras chegaram a ser interditadas duas vezes pela Justiça Eleitoral. Os procuradores eleitorais afirmam ainda que jornalistas que trabalharam no Sistema Beija-Flor manifestaram apoio expresso ao candidato Waldez Góes. Segundo o MP, "Os representados ultrapassaram o limite do uso do direito de opinião e manifestação, indo também muito além do que se entende por crítica jornalística". O sistema Beija-Flor é acusado de ter mantido essa estratégia de forma ampla e contínua, apesar das diversas condenações do grupo no Tribunal Regional Eleitoral do Amapá por propaganda eleitoral irregular.
As condutas abusivas são previstas na Lei Complementar 64/90, que determina a cassação do registro ou diploma do candidato diretamente beneficiado pela prática dos atos, além de inelegibilidade por oito anos do beneficiado e também de todos os que tenham contribuído para a prática do abuso. A lei ainda prevê a possibilidade de abertura de processo disciplinar e de ação penal pelo Ministério Público Eleitoral, quando cabíveis.

#### Atuação parlamentar
Em abril de 2017 votou a favor da Reforma Trabalhista. Em agosto de 2017 votou a favor do presidente Michel Temer, no processo em que se pedia abertura de investigação, e que poderia afastá-lo da presidência da república. O voto do deputado ajudou a arquivar a denúncia do Ministério Público Federal.